# Cámara lúcida

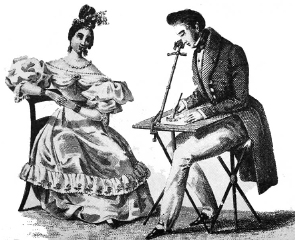
Uso de una cámara lúcida (1807).

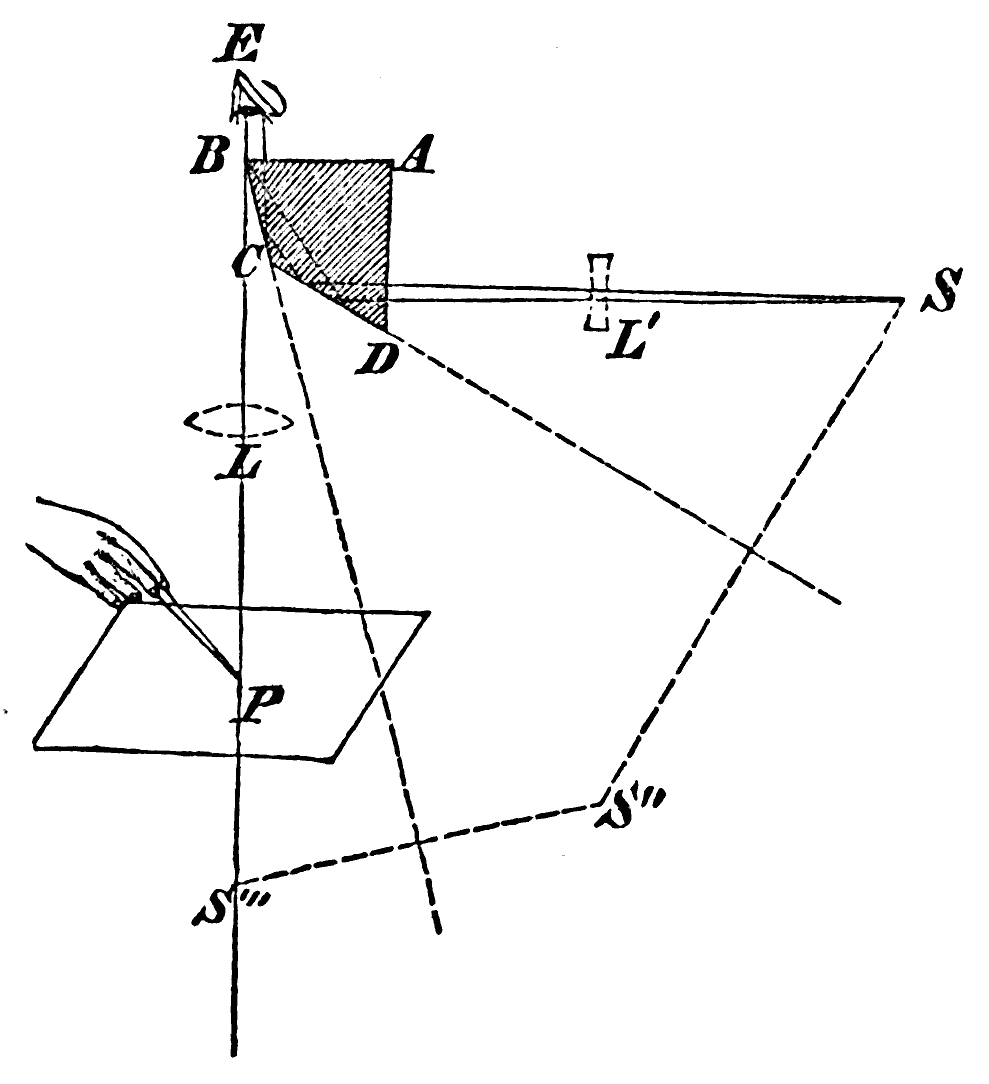
Esquema de funcionamiento de la cámara lúcida de Wollaston

Una cámara lúcida es un dispositivo óptico usado por artistas como ayuda para dibujar. Fue patentado en 1806 por William Hyde Wollaston. Parece ser que la cámara lúcida no es más que una reinvención de un dispositivo descrito claramente 200 años antes por Johannes Kepler en su obra Dioptrice (1611). Hacia el siglo XIX la descripción de Kepler cayó en el olvido, así que nadie demandó a Wollaston. El término cámara lúcida es de Wollaston.

## Descripción
La cámara lúcida realiza una superposición óptica del tema que se está viendo y de la superficie en la que el artista está dibujando. El artista ve las dos escenas superpuestas, como en una fotografía que se haya expuesto dos veces. Esto permite al artista transferir puntos de referencia de la escena a la superficie de dibujo, ayudándole así en la recreación exacta de la perspectiva.
Si se utiliza papel blanco, la superposición del papel con la escena tiende a eliminar ésta, haciéndola difícil de ver. Al trabajar con una cámara lúcida es recomendable utilizar papel negro y dibujar con un lápiz blanco.
La cámara lúcida está disponible todavía a través de proveedores de material artístico, pero no es muy conocida, ni tampoco muy usada. Hace unas décadas se convirtió una herramienta estándar del microscopista. Hasta hace poco, las fotomicrografías eran difíciles de obtener. Es más, en muchos casos, la claridad en la estructura representada que el microscopista quería para el documento se lograba mejor mediante el dibujo que mediante la fotografía. Por esta razón, muchas de las ilustraciones histológicas y microanatómicas en los libros de texto y en los artículos de investigación eran dibujos realizados con la cámara lúcida, y no fotografías.
El nombre "cámara lúcida" (nombre procedente del latín, con el sentido de habitación iluminada) intentaba obviamente recordar el sistema de ayuda para el dibujo que se utilizaba antes de la cámara oscura. No hay similitudes ópticas entre los sistemas: La cámara lúcida es un aparato ligero y transportable que no requiere de condiciones de iluminación especiales. No proyecta ninguna imagen.
En la forma más simple de la cámara lúcida, el artista mira hacia la superficie de dibujo a través de un espejo semi transparente inclinado 45 grados. Esto superpone la visión directa del dibujo de la superficie y el reflejo de una escena horizontal en frente del artista. El instrumento a menudo incluye una lente negativa débil, creando una imagen virtual de una escena de más o menos la misma distancia de la superficie de dibujo, de forma que ambas se pueden ver bien enfocadas simultáneamente.
La cámara lúcida original de Wollaston que se muestra en el diagrama utiliza un prisma. Las escenas directas y reflejadas se superponen colocando el aparato de tal forma que solo la mitad de la pupila del ojo E vea a través del prisma, mirando a la superficie P directamente. La otra mitad ve una imagen erguida del sujeto reflejado desde dos lados del prisma ABCD.